# Православие в Одессе
Православие — доминирующее в Одессе вероисповедание. Бо́льшая часть православных принадлежит к Украинской православной церкви (УПЦ МП).
Также в Одессе присутствуют старообрядцы Русской православной старообрядческой церкви и другие православные юрисдикции: Православная церковь Украины и Русская православная церковь заграницей (Агафангела).

## ЮрисдикцияУкраинской православной церкви

### История
В составе Русской Церкви — со времени присоединения территории Одессы к России: в 1792 году вошла в Екатеринославскую епархию.
С 1946 года существует самостоятельная Одесская и Измаильская епархия; в настоящее время (с 26 июня 1992 года) во главе епархии — митрополит Одесский и Измаильский Агафангел (Саввин).

### Современное состояние и храмы Одесской епархии УПЦ

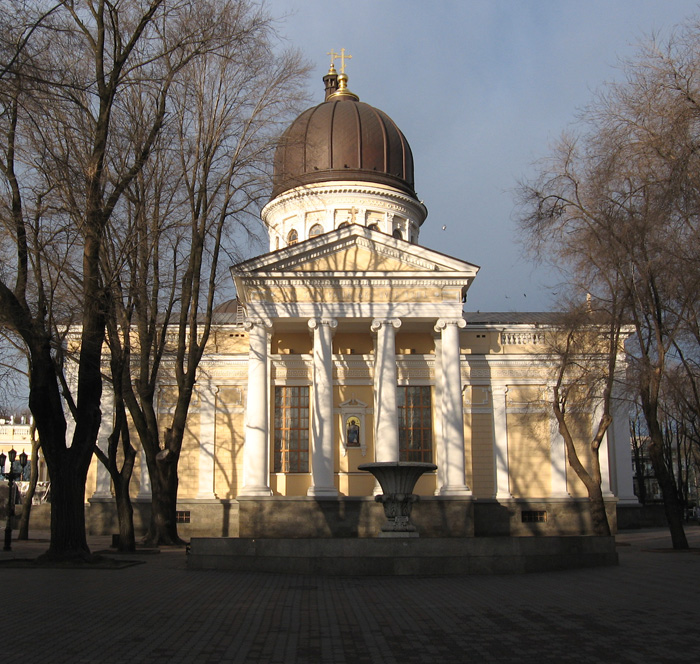
Кафедральный Спасо-Преображенский собор в Одессе

Крупнейшие православные храмы и монастыри:
- Спасо-Преображенский кафедральный собор (Соборная пл.)
- Успенский собор (ул. Преображенская)
- Троицкий (греческий) собор (ул. Екатерининская)
- Ильинский мужской монастырь (ул. Пушкинская)
- Успения Пресвятой Богородицы патриарший мужской монастырь (и при нём Свято-Успенский собор) (на 16-й станции Большого фонтана)
- Одесский во имя Архангела Михаила женский монастырь (ул. Успенская)
- Георгиевский храм
- Иверский мужской монастырь (проспект Маршала Жукова)
- Храм Алексия человека Божия (Алексеевская пл.)
- Храм святителя Луки и архангела Михаила (ул. Тенистая)
- Храм Святых Мучеников Адриана и Наталии

При епархии действует Одесская духовная семинария.
См. также Сайт о православных храмах Одессы

### Православные святыни Одессы
- Касперовская икона Божией Матери[1]
- Мощи преподобного Кукши Одесского[2][3]
- Мощи святителя Иннокентия Херсонского почивают в нижнем храме кафедрального Преображенского собора[4]
- Мощи священномученика Анатолия Одесского[5][6]
- мощи праведного Ионы, Одесского чудотворца[7] почивают в Успенском кафедральном соборе
- мощи преподобного Гавриила Афонского[8] почивают в Свято-Ильинском соборе

## Другие юрисдикции

### Украинская православная церковь (Киевского патриархата)
Одесско-Балтская епархия Украинской православной церкви (Киевского патриархата) представлена тремя храмами:
- Собор Рождества Христова — кафедральный храм (ул. Пастера, 5)
- Церковь Георгия Победоносца (ул. Академика Воробьева, 36/1)
- Троицкий храм (Переулок Лунный,7)

### Прочие
- Церковь Святого Павла
- Общины РПЦЗ (Агафангела)[9].
 Храмы: Михайловская церковь (Михайловская площадь), Церковь святого праведного Иоанна Кронштадтского (Удельный переулок).

- Одесская епархия УАПЦ: глава с 16 января 2007 года — епископ Богдан (Кулик).

- Старообрядческая община представлена храмом Покрова Богородицы на ул. Малой Арнаутской